# ツインビー3 ポコポコ大魔王
『ツインビー3 ポコポコ大魔王』（ツインビースリー ポコポコだいまおう）は、1989年9月29日にコナミから発売されたファミリーコンピュータ用縦スクロールシューティングゲーム。
同社の『ツインビー』（1985年）、『もえろツインビー シナモン博士を救え!』（1986年）に続くファミリーコンピュータ用ツインビーシリーズの第三作目。自機のツインビーおよびウインビーを操作し、ポコポコ大魔王を倒して攫われたグインビーを救出する事を目的としている。
前作『もえろ』は横スクロールのステージを導入していたが、本作では初代同様、縦スクロールのみになっている。また、前作にあった3人同時プレイもなくなり2人同時プレイまでとなっている。魂復活システムや、「せってい」により難易度や自機の残機数の変更ができるなど、かなり難易度が抑えられ、明るい雰囲気と相まってゲーム初心者でも楽しめるようになっている。その他、デルタPCMの利用により「ポコポコ」と言うコンガの音が入ったり、ステージ開始時にステージ名を音声合成でしゃべるようになっている。
開発はコナミ開発三部が行い、音楽は『コナミワイワイワールド』（1988年）を手掛けた藤尾敦、『ドラキュラ伝説』（1989年）を手掛けた船内秀浩、『夢ペンギン物語』（1991年）を手掛けた鈴木勝彦が担当している。
2006年4月14日にはWindows用ソフトとしてi-revoにて配信された。

## ゲーム内容

### システム
方向キーで自機の移動。Bボタンで対空ショット、Aボタンで地上の砲台を攻撃できる対地ボムを発射する。
敵弾や敵に接触すると腕が片方ずつ破壊され、両方破壊されると対地ボムが使用不能になり、その状態で敵などに接触するとミスとなる。
1Pまたは2Pの腕を両方破壊されると「救急車」が登場し、接触することで両腕を修理してくれる。難易度「じごく」の場合は、ミスするまで救急車は1度しか登場しない。
得点が10万点ごとに1機増える。

### ベルパワーアップ
■黄ベル - ボーナス得点。
落とさずに連続で取り続けると500点、1000点、2500点、5000点、10000点と徐々に点数がアップする。
ボーナスステージでは黄ベルのみ出現する。
■青ベル - スピードアップ
自機の移動速度が1段階アップする。最大7段階。
□白ベル - ツイン砲
メインショットが2連砲になる。
■赤ベル - レーザー
メインショットが貫通力のあるレーザーになる。
■■赤青点滅ベル - 分身
自機と同時に攻撃をする分身が2個ついて攻撃力が上がる。
2人プレイ時は、1Pと2Pの現在位置の間に分身が出現する。
■□青白点滅ベル - バリア
敵弾や敵の体当たりから身を守る。何度か攻撃を防ぐと消える。
1Pか2Pどちらかがバリア装備中に、2機が横合体するとあいあい傘になる。

### 地上アイテム
? - クエスチョン
敵が全滅する、もしくは何も起きない（スカ）。
フルーツ
ボーナス得点。
$ - ドル袋。
ボーナス得点。
パワーアップミルク
残機が1機増える。
パワーアップキャンディ
ショットが3WAYになる。
炎のマッチ
雲から炎のベルが出る。取得後は炎のツインビーとなって、ボスが出現するまでの間無敵になる。
シナモン博士
ステージクリア後にボーナスステージに行ける。

### 合体攻撃
2人プレイ時は「ツインビー（1作目）」と同じく、自機同士で重なり合うことはできないが、縦もしくは横に接触することで合体攻撃が可能。
ワイドショット
ツインビーとウインビーが横に合体することで、前方3方向と背後の計4方向に★型のビームで攻撃できる。合体中、1Pか2Pに移動操作を代行することが可能（両方移動すると解除）。
合体の際、腕がない方で合体することはできない。
スーパーバリア
ツインビーとウインビーが縦に接触すると2機の周りを★が円を描くように出現し周囲の敵を倒す。

### ミス、魂復活システム
敵の体当たりやウデの無い状態で敵弾を受けるとミスになる。パワーアップは全て無くなり残機が1機減りその場で復活する。
やられた時には同時に魂が出現し、この魂を取るとやられた時に持っていたパワーアップが復活する。

## 設定

### ストーリー
シナモン博士は3人のひ孫たちと、ドンブリ島で平和に暮らしていた。 
そんなある日、シナモン博士は一番末っ子にグインビーに乗ってお使いに行くよう命じた。 しかし、一向にグインビーに乗ったひ孫は戻ってこない。
不審に思う博士であったが、突如として「グインビーはこのわしが預かった。わしの名はポコポコ大魔王だ！」という大きな声が研究所内に響き渡った。
慌てた博士は残る2人のひ孫をツインビー、ウインビーに乗せ、グインビーを連れ戻すよう命じた。
2人のひ孫はグインビーを捜す旅へと出発した。

### ステージ構成
「せってい」でステージセレクト、すなわちステージ4までの順序は自由に変えられる。また難易度を「らくらく」「じごく」から選択可能になっている。「らくらく」では救急車が腕がなくなる度に出るが「じごく」では腕がなくなると救急車はスピードが遅く、1回しか出ない。「らくらく」と「じごく」で一部の敵キャラや地上アイテムの配置場所が変わったりしている。
ステージ1「エアーアイランド」
ポコポコ大魔王の作った浮遊要塞島で、後半はクリスタルの海を進む。敵はメトロノームやシンバルなどの楽器タイプ。ボスはクリスタル地蔵。ダメージを与えると分裂する。
ステージ2「ワナナバニ園」
バナナとワニが合体したような「ワナナバニ」やクジラなどが登場する南国風のステージ。ボスはお化けバンドのウクレレ隊で、曲の間奏中はダメージを受けない。
ステージ3「キャッスルランド」
ドラゴンや魔術師などが登場する中世風のステージ。ボスはキャッスルドラゴンの口の中に住み着いたムシバ君。
ステージ4「ダンジョン」
トロッコの走る炭鉱のようなダンジョン。象やタコなどの動物が敵として登場する。ボスはウナ＝首領（ウナドン）。
ステージ5「ファイナル」
市松模様の床に大砲や窓が配置された不思議なステージ。ステッキやシルクハットなどマジックに関する敵キャラクターが登場する。ボスはポコポコ大魔王。

## 主なキャラクター
ツインビー
1Pキャラクター。機体色は青。ショット最大連射数：2発　バリア耐久力：10発
ウインビー
2Pキャラクター。機体色は赤。ショット最大連射数：4発　バリア耐久力：15発
グインビー
機体色は緑。末っ子が乗ってお使いに行ったがポコポコ大魔王にさらわれる。
ツインビー10周年記念に発売された『出たなツインビーヤッホー! DELUXE PACK』の説明書によると、この3機に乗っているのはスカッシュ、ホイップ、メロウというシナモン博士の3人のひ孫とのこと。

### 敵キャラ達
１：ＡＩＲ　ＩＳＬＡＮＤ
んば
シンバルの化身。左右からのはさみ攻撃をしてくる。
んばＪｒ．
“んば”の子供。
スタタン
小だいこの化身。
バリン
タンバリンの化身。弾を５方向にはじきとばしてくる。
カミカミ
カスタネットの敵。
クルンパ
トライアングルの敵。
アルトン
チューバの敵
メトロノーム砲台
カ非常に正確な奴だから神経質。ボムでやっつけろ！
クリスタル地蔵
ポコポコ大魔王がつくった浮遊要塞島・エアーアイランドを統括しているボス。怒らせるとはね回って、クリスタルの破片を降らせる。ショットしても分裂してなかなか死なない。
２：ＷＡＮＡＮＡ　ＢＡＮＩ　（ワナナバニ）
くにゃげ
くらげの化身。
くじら花子
傘を開いて５方向に弾をとばして攻撃してくる。
くじら太郎
鯨の敵。ジャンプして回転しながら落ちていくぞ。
ぷーたん１号
最初は魚影（？）になって、姿をかくしている。
ぷーたん２号
こいつも最初は魚影になって、姿をかくしている。ぷーたん１号とは仲良し。
ワナナバニ
バナナとワニが合体してできた。こいつも魚影に身をかくしているぞ。
バナナ機関車
ボムでやっつけるとボーナス得点がもらえる。
ヒトデン
ヒトデに姿を変えているが、実は砲台。
げぽ
水面から顔だけだしている、うみぼうず。ボムでやっつけよう。
てふてふ
水面に浮かんでいて、近づくと一斉に飛び立って向かってくる蝶。水面にいるときはボムでしかやっつけられない。
ウクレレ隊
３人グループのお化けバンド。ベース、ギターは音符、ボーカルは花びらをまき散らして、情熱的な攻撃を仕掛けてくる。
３：ＣＡＳＴＬＥ　ＬＡＮＤ（キャッスルランド
スノーマン
何でも凍らせる。凍ると一定時間操縦不能になる。
ポンポコ
攻撃を受けると燃えて、操縦不能になってしまうんだ。まんいち、やられたら別の敵の弾に当たるといい
コメット
こいつの武器に当たるとしびれて、一定時間操縦不能になる
ポンポン
火山怪獣。地上から火山弾を発射してくる。無敵なんだ。
パラグル
まわりをくるくる回りながら攻撃してくるぞ。
ワイバラン
見かけは気は弱そうだが、“ポンポコ”と同じく火炎攻撃を仕掛けてくる。気をつけろ。
ポーン
もともとポコポコ大魔王のチェスの駒だったが、本物の城塞にされてしまった。
アブアブ
水面から弾をうってくる、うみぼうずの一種だ。ボムで倒せる。
ソードマン
剣の化身。“おどる剣”と異名をとる剣さばきは、超一流。
クッチョン
吐き出す雲にやられると、一定時間操縦不能になるぞ。こいつは、炎のツインビー（ウインビー）でしか倒せない。
キャッスル・ドラゴン
キャッスル・ランドの城に住むこの国の王様。ポコポコ大魔王の手下である“ムシバくん”に苦しめられている。
ムシバくん
キャッスル・ランドのボス。かわいい顔をしているが、長年にわたってキャッスル・ドラゴンを苦しめている。両手から、カナヅチを投げて攻撃してくるぞ。倒すと、キャッスル・ドラゴンの虫歯が治っていく。
４：ＤＵＮＧＥＯＮ　（ダンジョン）
トビカメ
コウラをショットすると手と足がでてくるぞ。
トロッコ砲台
線路上を移動しながら撃ってくる移動砲台。
お化け岩砲台
口をあけると砲弾が飛び出してくるぞ。
三すくみ隊
「ヘビ」「カエル」「カタツムリ」３匹で囲んで攻撃してくる、仲良し隊だ。
コロン
卵をショットすると生まれる、意地悪な鳥だ。
カニカニ
左右の端に現われるとっても恥かしがりやなカニの化身なんだ。
パオ
ポコポコ大魔王に空を飛べるようにしてもらった。どちらかというと、気はやさしい。
タッコン
ポコポコ大魔王に取り入って、部下にしてもらった。
コイニャン
みんなをよせ集めてしまう、不思議な力を持っている招き猫。
ウナ＝首領（ドン）
ダンジョン奥深くの地底湖に生息する巨大な電気鰻。ポコポコ大魔王にこの地をまかされている。口から吐くビームと胸から発するサンダーショットは強力だ。特にビームはバリアーもきかないぞ。
５：ＦＩＮＡＬ　ＳＴＡＧＥ　（ファイナルステージ）
フイターン
強力な風を起こすことができる。この風を受けると一定時間操縦不能におちいるぞ。
安全モグラ
顔を出して、ツルハシを投げつけてくるぞ。ボムでやっつけよう。
シャッフル
ポンポコ大魔王が昔愛用していたカード。横に広がって攻撃してくるぞ。
パラフル
弾を当てると壊れて落下していく。意外にもろい奴なんだ。
ギリ＝ギリ
見かけは硬そうだが、案外クネクネした奴なんだ。
パンプ＝キン
かぼちゃのお化け。窓が開くと現われる。
スティック？？
ショットするとあら不思議、フラワー（花）に変身するぞ。
ハットン
これもショットすると、はとが２羽でてくるぞ。ポコポコ大魔王の魔力のかかった帽子だ。
どっかん
画面内を一定時間はねまわる弾を、発射するぞ。
ポコポコ大魔王
グインビーを誘拐した張本人。ホーミングミサイル、浮遊機雷、火山弾、木鬼、つるし砲台等、たくさんの武器で攻撃してくる。大魔王の中央の檻にグインビーが捕らわれている。

## 移植版
| No. | タイトル                   | 発売日        | 対応機種 | 開発元 | 発売元   | メディア     | 型式 | 備考 |
| --- | -------------------------- | ------------- | -------- | ------ | -------- | ------------ | ---- | ---- |
| 1   | ツインビー3 ポコポコ大魔王 | 2006年4月14日 | Windows  | コナミ | アイレボ | ダウンロード | -    |      |

## スタッフ
- プログラマー：T.ひぐち、井上秀登
- キャラクター：Y.たかき、D.そうま、小玉紀年
- サウンド：藤尾敦、船内秀浩、鈴木勝彦
- サンクス：山田善朗、おぎくぼかずひと、中里伸也、M.えんどう、くろこたい

## 評価
ゲーム誌『ファミコン通信』の「クロスレビュー」では、6・6・8・4の合計24点（満40点）、『ファミリーコンピュータMagazine』の読者投票による「ゲーム通信簿」での評価は以下の通りとなっており、22.69点（満30点）となっている。同誌1991年5月10日号特別付録の「ファミコンロムカセット オールカタログ」では「ファン以外も楽しめる充実した内容」と称賛された。
| 項目 | キャラクタ | 音楽 | 操作性 | 熱中度 | お買得度 | オリジナリティ | 総合  |
| 得点 | 4.16       | 3.87 | 3.87   | 3.74   | 3.55     | 3.50           | 22.69 |

## その他
テレビコマーシャル
本作のCMは、矩形波倶楽部の楽曲にあわせてツインビーとポコポコ大魔王が都市で「ウォー!」「ポコポコ」と叫びながらゲーム画面が紹介されるという内容。なおCD『千両箱 平成三年版』（1990年）にもCM映像を収録したディスクが付属している。